# تليف بوكسيتي
يعتبر داءُ التليُّف البوكسيتي، (بالإنجليزية: Bauxite fibrosis)‏ المعروف أيضًا بمرض شيفر، أو مرض صهر الرئة، أو رئة البوكسيت أو مرض صهر البوكسيت، يعتبر شكلًا تدريجيًّا من أشكال تغبر الرئة الذي يحدث عادةً بسبب التعرض المهني لأبخرة البوكسيت التي تحتوي على جسيمات من الألمنيوم والسيليكا.
وعادة ما ينشأ المرض في العمال المشاركين في صهر البوكسيت لإنتاج الكوروند.

## عرض
في البداية يظهر المرض على شكل التهاب فرط التحسس الرئوي، ومن ثم يتطور إلى داء الانسداد الرئوي المزمن.
قد تتطور حالة المريض ليصاب باسترواح الصدر (الرئة المنهارة).